# Черненко Анастасія Михайлівна
Анастасія Михайлівна Черненко (нар. 11 жовтня 1990 року) — українська тріатлоністка, резервний член Національної збірної, чемпіонка України у 2010 році.

## Біографічні відомості
З семи років займалася плаванням у Броварах. Після завершення школи познайомилася з тренером Ігорем Іщуком, який шукав спаринг-партнера для своєї вихованки і запропонував спробувати себе в тріатлоні. Випускниця Житомирського державного університета, за фахом — психолог. Згодом стала дипломованим тренером.
Найкращий результат на олімпійській дистанції — друге місце на етапі Кубка Європи в Києві (червень 2015). Учасниця Кубка світу в угорському Тисауйвароші (2011).
Разом з чоловіком Данилом Сапуновим у 2013 році заснували клуб «Sapik Femme», займаються підготовкою спортсменів до змагань «Ironman». 2017 року стала переможницею турніру «Ironman UK Bolton» (Велика Британія) і взяла участь у чемпіонаті світу на Гаваях — 9 місце у своїй віковій категорії серед жінок, 93 загальне місце серед жінок і 798 місце у загальному заліку. Через два роки покращила свій результат майже на 9 хвилин і знову була в першій десятці своєї вікової групи.

## Статистика
Статистика виступів на змаганнях «Ironman» (плавання — 3,8 км, велосипед — 180 км, біг — 42,195 км):
| Дата | Назва турніру                | Місто       | Місце | Загальне місце | Час      | Примітки           |
| ---- | ---------------------------- | ----------- | ----- | -------------- | -------- | ------------------ |
| 2017 | «Ironman World Championship» | Кайлуа-Кона | 9     | 798            | 10:41:34 | вікова група 25-29 |
| 2019 | «Ironman World Championship» | Кайлуа-Кона | 10    | 879            | 10:32:48 | вікова група 25-29 |